# Königreich Algarve

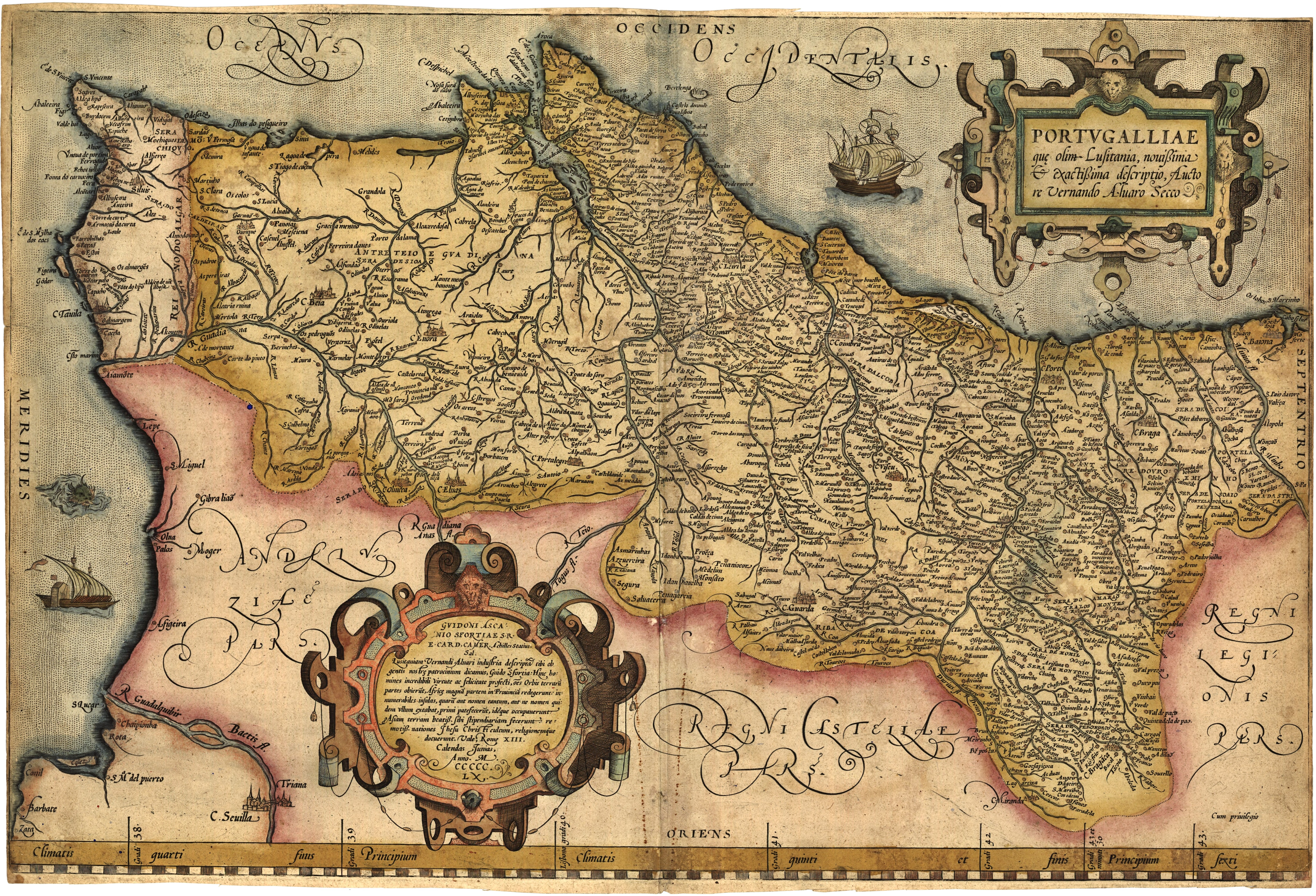
Karte des Königreichs Portugal aus dem 16. Jahrhundert, die die Abgrenzung zur Algarve (ganz im Süden) zu dieser Zeit zeigt

Das Königreich Algarve (portugiesisch: Reino do Algarve; arabisch: al-Gharb al-Ândaluz oder al-Gharb) war ein historisches Gebiet in der Região do Algarve, Portugal.

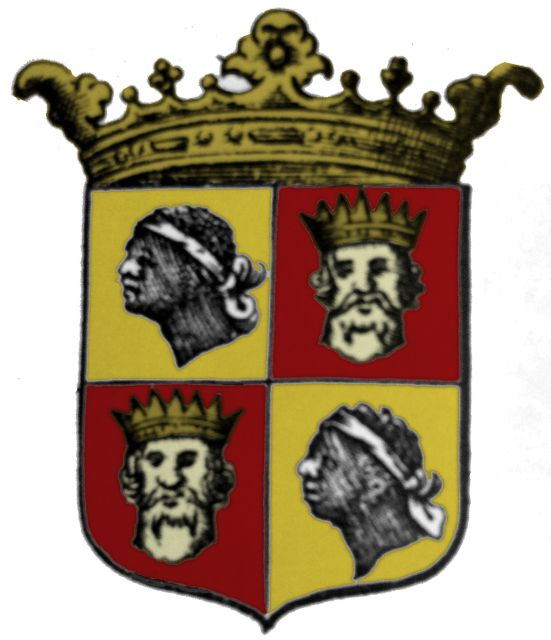
Wappen

## Geschichte

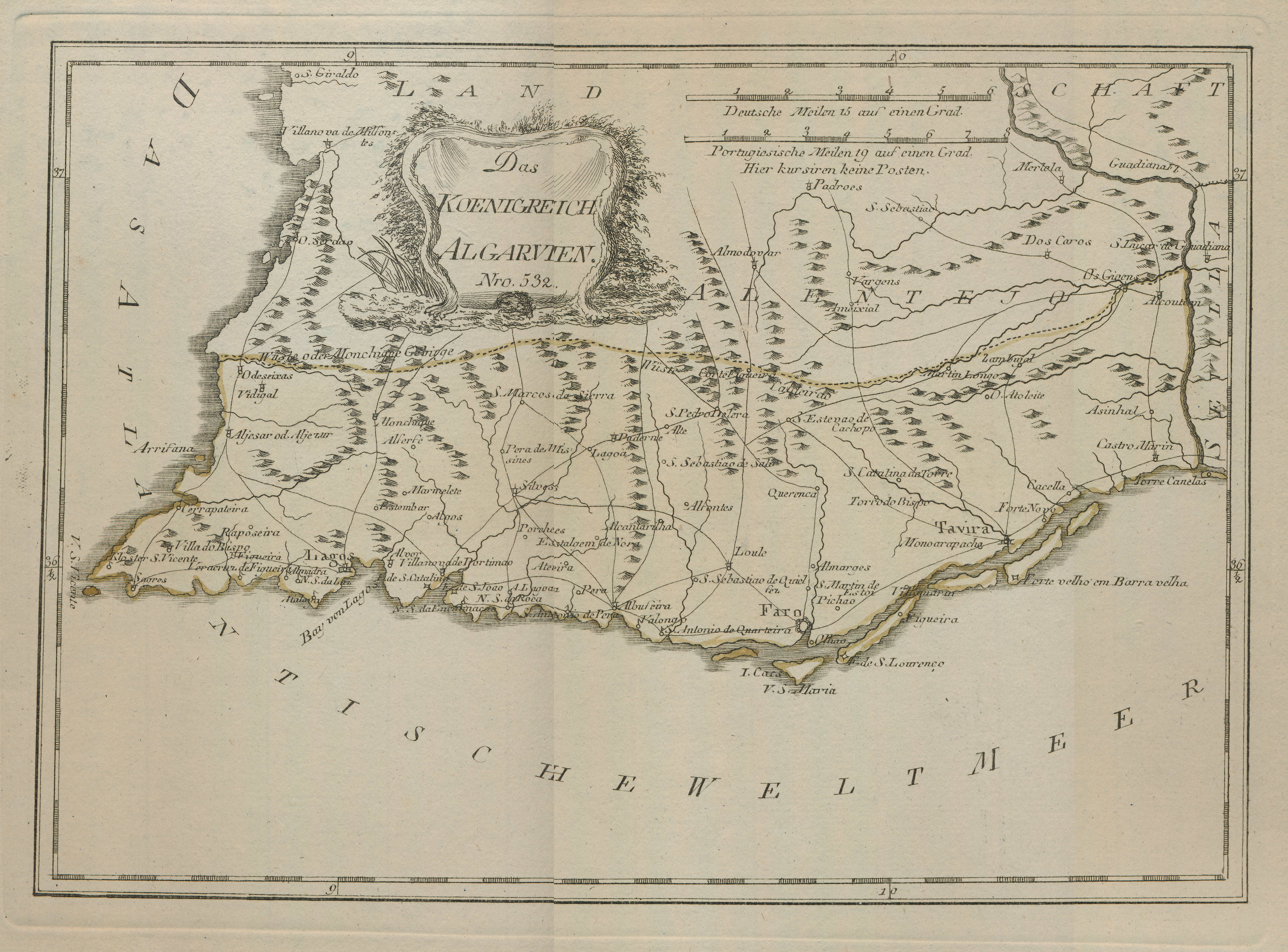
Das Königreich Algarvien (19. Jahrhundert)

Die Algarve galt über Jahrhunderte bis zur Ausrufung der Republik Portugal am 5. Oktober 1910 als zweites Königreich der portugiesischen Krone – ein bloßes Titularkönigreich, das selbst keine Institutionen, Charta oder Privilegien, oder irgendeine Art von Unabhängigkeit gehabt hatte. In der Praxis war es nur ein Ehrentitel für eine Region/Comarca, die in keiner Weise vom übrigen Portugal unterschieden wurde.
Der Titel Rei do Algarve wurde in Portugal nie eigenständig verliehen oder als Titel geführt, sondern stets zusammen mit Portugal genannt. Der König wurde bis 1471 bei der Weihe als Rei de Portugal e do Algarve gekrönt, danach als Rei de Portugal e dos Algarves. Sinn der Betonung der Algarve im Königstitel war es, auf diese Weise deutlich hervorzuheben, dass die Algarve Teil Portugals ist, und damit vor allem kastilische/spanische und maurische Ansprüche zurückzuweisen, denn auch Alfons X. von Kastilien bzw. der maurische Emir von Niebla führten den Titel eines Königs der Algarve.

## Erste Eroberung
Der Titel Rei do Algarve wurde zuerst von Sancho I. von Portugal, während der ersten Eroberung von Silves im Jahr 1189 verwendet. Silves war eine Stadt des Almohadenreichs, das zu dieser Zeit Al-Andalus unter seiner Herrschaft zusammenführen wollte.
So verwendete D. Sancho gleichzeitig die Titel Rei de Portugal e de Silves und Rei de Portugal e do Algarve, ausnahmsweise auch die drei Titel in der Kombination Rei de Portugal, de Silves e do Algarve.
Diese neue Königliche Titulierung erklärt sich aus der Tradition der Iberischen Halbinsel, bei der der Titel des Monarchen auch aus dessen Errungenschaften abgeleitet wird; so waren zum Beispiel die Könige von Kastilien und León auch Rei de Toledo, de Sevilha, etc.
Nach der muslimischen Rückeroberung von Silves im Jahre 1191 hörte der König auf, diesen Titel zu verwenden.

## Reconquista

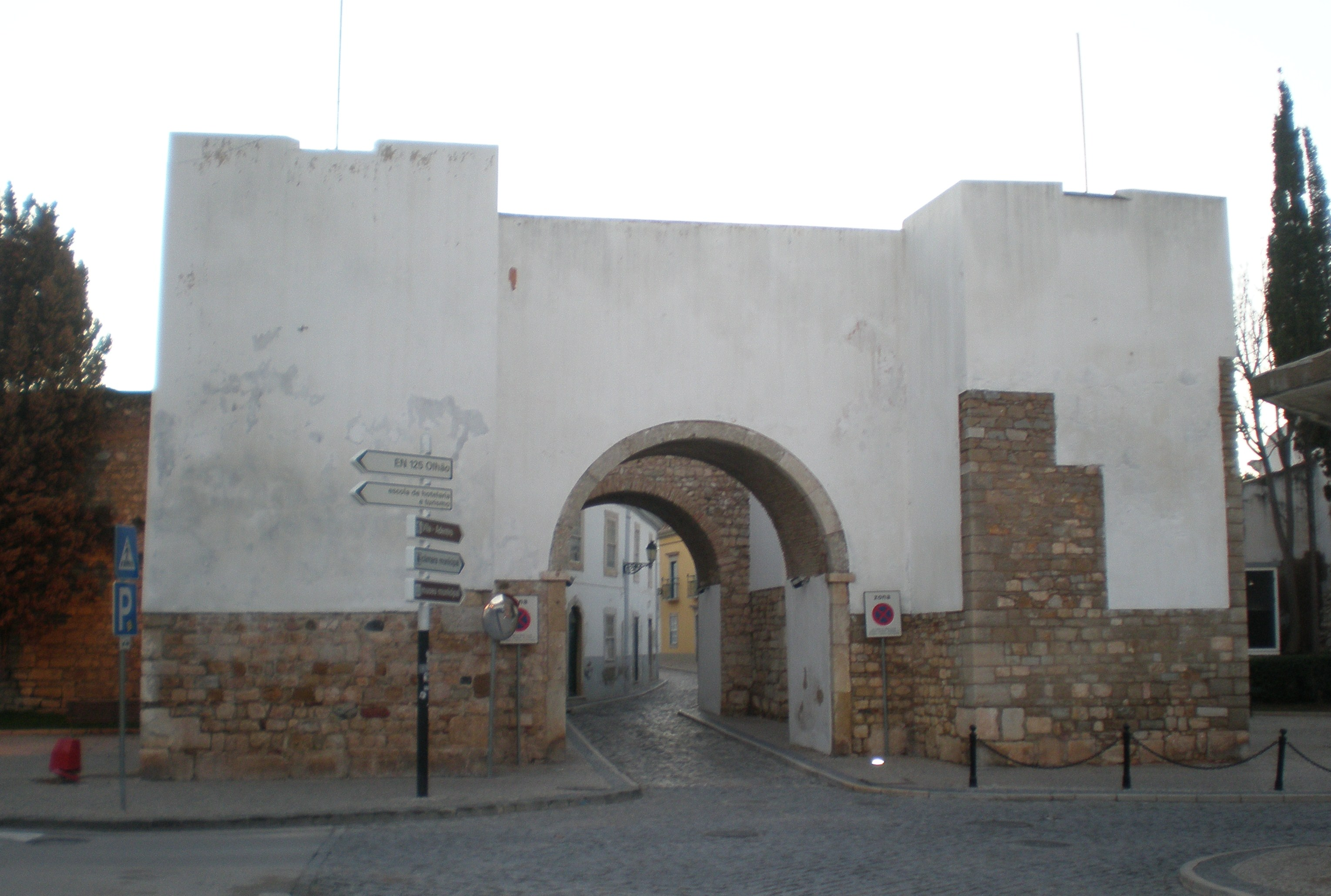
Arco do Repouso (dt. Bogen der Erholung) an den Muralhas de Faro, wo sich (einer Legende nach) König Alfons III. am Ende der Reconquista ausgeruht hat

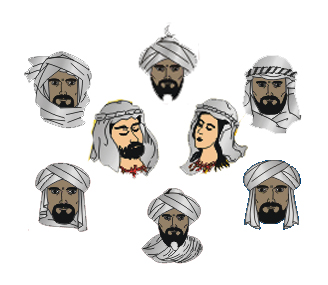
Maurische Gesichter in den Wappen zahlreicher Algarve-Orte erinnern an die unterworfenen und dann mit den Portugiesen verschmolzenen Muslime

Das Almohadenreich zerfiel ab 1228 in mehrere kleinere Emirate, die Taifa-Königreiche. Südlich von Portugal lag das muslimische, befestigte Taifa-Reich von Niebla, dessen Emir Musa ibn Mohammad ibn Nassir ibn Mahfuz, sich kurze Zeit später zum Rei do Algarve (amir al-Gharb) ernannte. Zu dieser Zeit war die Region die westlichste des muslimischen Machtbereichs in Andalusien. Zur gleichen Zeit setzten die kastilischen und portugiesischen Eroberungen gegen Süden ein.
In der Regierungszeit von König Sancho II. wurden die letzten Siedlungen im Alentejo erobert und auch die meisten der damaligen Algarve, westlich des rechten Ufers des Flusses Guadiana; dadurch blieben nur kleine muslimischen Enklaven in Aljezur, Faro, Loulé und Albufeira bestehen, die aufgrund ihrer räumlichen Trennung von der Taifa de Niebla unabhängig von ihrem Herrschersitz wurden.
Sancho II. von Portugal führte den Titel König der Algarve noch nicht, wahrscheinlich aufgrund der Auseinandersetzungen und des Bürgerkriegs gegen seinen Bruder, dem Grafen von Boulogne und Prinzen Alfons.
Tatsächlich war es sein Bruder, der im Jahr 1248 als Alfons III. den Thron bestieg, und die endgültige Eroberung der maurischen Enklaven in der Algarve erreichte. Im Jahr 1249 nahm er als zweiter portugiesischer König nach seinem Großvater den Titel Rei de Portugal e do Algarve an, der von seinen Nachfolgern bis zum Ende der Monarchie in Portugal verwendet wurde.
Um die Eroberungen der Portugiesen in ihrem Hoheitsgebiet zu behindern, wurde der König von Niebla und Emir der Algarve zum Vasall von Alfons X. von Kastilien, und übertrug ihm die Herrschaft der portugiesischen Algarve. Dieser hatte nach der Eroberung von Teilen der Algarve ebenfalls den Titel Rei do Algarve angenommen.
Sehr wahrscheinlich ist die Titulierung von Alfons III. von Portugal als Reaktion auf die Position der kastilischen Nachbarn zu sehen, und darauf ausgelegt, die Rechte des portugiesischen Monarchen über die betroffene Region zu festigen, auch ohne Charta, Privilegien oder Autonomie.
Das Problem wurde schließlich zwischen den Herrschern von Kastilien und Portugal mit dem Vertrag von Badajoz von 1267 gelöst; König Alfons X. gab seine Forderung auf die ehemaligen Gebiete Gharb al-Ândalus in Portugal auf, unter der Bedingung, dass sein Enkel Dionysius, Sohn von Alfons III. und Beatrix von Kastilien, Thronfolger der Algarve wird, womit er deren Eingliederung in das portugiesische Reich anerkannte. Im Gegenzug durfte Alfons X. den Titel für sich und seine Nachkommen weiter verwenden, da er im Jahr 1262 die östlich des Odiana (Guadiana) liegenden Überreste des Königreichs Niebla/Algarve erworben hatte. Die Könige Kastiliens und später Spaniens haben diesen Titel, zusammen mit einer großen Anzahl anderer traditioneller Titel bis zur Thronbesteigung von Isabel II (1833) an Stelle des Titels König/Königin von Spanien verwendet.

## Algarve ultramar
In Portugal erfuhr der Name des algarvischen Königreichs und damit der Königstitel einige Veränderungen durch die nordafrikanischen Eroberungen, deren Gebiet als eine Erweiterung des Königreichs galt. So fügte Johann I. von Portugal seinem Titel Rei de Portugal e do Algarve den Titel Senhor de Ceuta hinzu, sein Enkel Alfons V., drehte dies um, was nach 1458 zu Senhor de Ceuta e de Alcácer-Ceguer em África führte.
Im Jahre 1471 wurden mit der Eroberung von Asilah, Tanger und Larache die nordafrikanischen Orte zur Algarve d’além-mar em África (etwa: „Übersee-Algarve“) zusammengefasst, wobei die europäischen Gebiete zur Algarve d’aquém-mar wurden.
So entstand aus dem Königreich Reino do Algarve das Reino dos Algarves, welches die nordafrikanischen Besitzungen der portugiesischen Krone und die Gebiete des europäischen Königreichs der Algarve umfasste.
Die Könige von Portugal verwendeten den Titel bis zum Sturz der Monarchie: Reis de Portugal e dos Algarves d’aquém e d’além-mar em África – auch nach dem Verlassen der letzten marokkanischen Besitzung  Mazagão (El Jadida) im Jahr 1769.

## Liste der Könige der Algarve

### Niebla / Algarve
- 1. Musa ibn Muhammad ibn Nassir ibn Mahfuz, Emir von Niebla (1234–1262) und dem Titel nach auch Emir der Algarve (1242–1262); übertrug die Herrschaft seines Königreichs an Alfons von Kastilien, wodurch Kastilien zwischenzeitlich auch Anspruch auf die Algarve erhob

### Portugal
- 1. Sancho I. (1189–1191)
- Sancho II. (de facto Regent des  Großteils der Algarve ab 1242, aber ohne den Titel zu tragen)
- 2. Alfons III. (1249–1279)
- die Liste geht weiter mit der Liste der Könige von Portugal.

### Kastilien/Spanien
- 1. Alfons X. von Kastilien (1252–1284)
- die Liste geht weiter mit der Liste der Staatsoberhäupter von Spanien (bis in die Regierungszeit von Isabella II. von Spanien).